# Dorothée Massé-Godequin
Dorothée Massé-Godequin née Dorothée Massé est une sculptrice française de la fin du XVIIe siècle. Elle est la première et l'unique sculptrice à entrer à l'académie royale de peinture et de sculpture. 

## Biographie
Elle appartient à une famille de sculpteurs qui travaillent pour la cour du roi. Son père Charles Massé sculpteur et graveur entre à l'académie royale de peinture et de sculpture  en 1663. Dorothée Massé-Godequin est la première femme sculptrice à être reçue à l'Académie, le 23 novembre 1680. Son œuvre de réception est une sculpture en bois. Il faudra attendre 2007 pour que Brigitte Terziev une autre sculptrice entre à l'académie.  Entre 1682 et 1696, Dorothée Massé-Godequin réalise des travaux de sculpture au château de Versailles.